# 부도시 손실률
부도시 손실률(Loss Given Default, LGD)은 경제적 자본 또는 규제자본을 계산할 때 이용하는 신용리스크 측정 모형의 요소이다. 평균 손실 예상치로 산출한다. 동일한 차주 신용등급일 경우 신용대출보다는 담보 대출의 부도손실률이 낮다.